# Théorème du couple gyroscopique
 (avril 2020).
Le théorème du couple gyroscopique recouvre en fait deux théorèmes différents :
- le théorème du gyroscope entretenu, à vitesse angulaire propre ({\displaystyle {\dot {\phi }}=r=cste}) par rapport à son carter de vitesse angulaire {\displaystyle \Omega }.
- le théorème du gyroscope libre sur son axe de révolution qui le lie au carter.

Ces deux théorèmes sont dus à l'école russe (Lyapunov, Chetaev, etc.), mais Kelvin et Tate les connaissaient aussi.

## Théorème du gyroscope libre sur son axe
- Énoncé : On peut supposer que le gyroscope est rendu solidaire de son carter. Pour tenir compte de la rotation propre, il faut considérer que C = 0 pour le solide gyroscope-solidaire du carter ET il faut rajouter le couple (L.K). K/\{\displaystyle \Omega }.
- Démonstration :

## Applications
Très nombreuses et en plein développement jusqu'en 1990 : à ce moment, apparaît le GPS , très puissant comme moyen de positionnement. Quant à la stabilité, on comptait déjà plus sur la chaîne capteur-asservissement. Quant à la mesure de vitesse angulaire, les gyro-lasers ont détrôné les gyro mécaniques. Néanmoins, la notion de couple gyroscopique continue d'être utile dans moult circonstances et il convient d'en déceler la présence dans l'analyse qualitative de tout mouvement où sont couplées les trois composantes du vecteur rotation.